# シアン酸カリウム
シアン酸カリウム（シアンさんカリウム、英 Potassium cyanate）はカリウムのシアン酸塩で、化学式KOCNで表される。

## 用途
尿素誘導体、セミカルバジド、ウレタン、イソシアネートなどの有機合成原料や、除草剤原料として使われる。

## 生成
尿素と炭酸カリウムを400℃に加熱して得られる。
{\displaystyle {\ce {{2OC(NH2)2}+ K2CO3 -> {2KOCN}+ (NH4)2CO3}}}
溶液には、ビウレットやシアヌル酸、アロファン酸カリウムなどの不純物が生じる。未反応の尿素は、400℃では不安定になる。シアン酸ナトリウムに比べ、水溶性は低い。

## 安全性
ラットに経口投与した場合の半数致死量（LD50）は567mg/kgと、シアン化カリウムに比べ毒性は低い。眼に対する刺激性があり、発赤や痛みを引き起こす場合がある。 